# Puget Sound

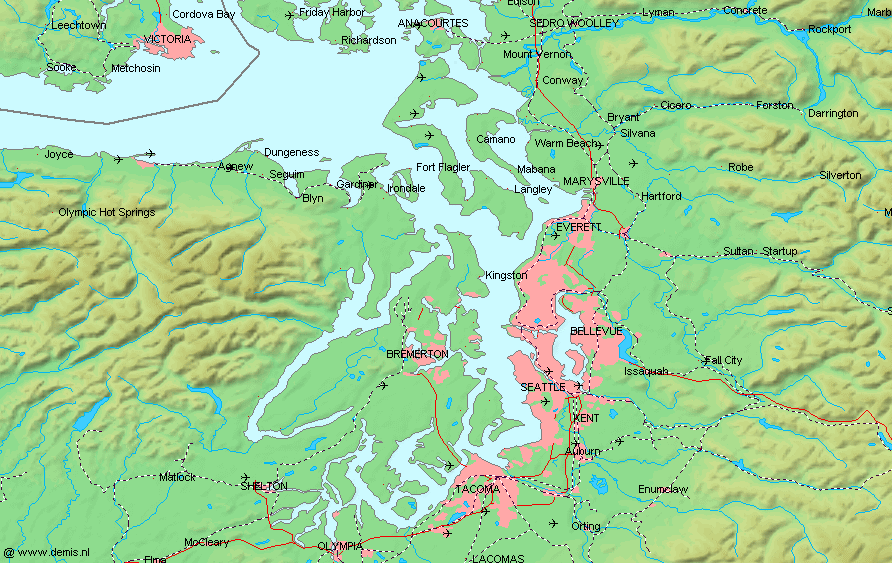
Mapa do Puget Sound

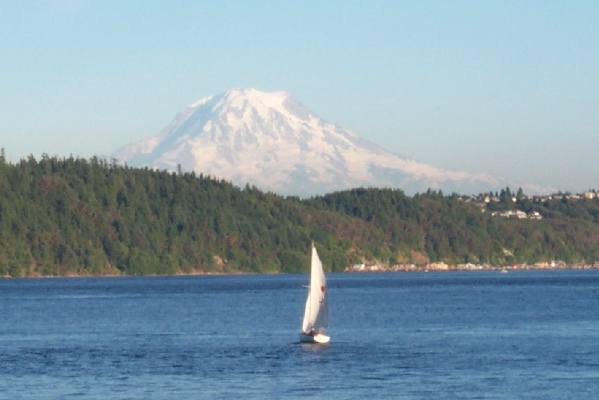
O monte Rainier visto de Gig Harbor (os cumes nevados são fundo habitual no estuário).

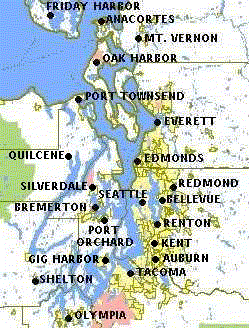
Cidades em torno do Puget Sound

Puget Sound (em português: estuário de Puget, ou, menos comummente, estreito de Puget ou enseada de Puget) é uma profunda enseada estuarina do oceano Pacífico localizada na costa noroeste dos Estados Unidos. Administrativamente, as suas águas e costas pertencem ao estado de Washington.
A orografia do estuário é muito complexa, sendo formada por um sistema de ilhas e baías interligadas entre si e com o estreito de Juan de Fuca. A maior ligação com o estreito de Juan de Fuca é a Admiralty Inlet e a menor é a Deception Pass. Através da Deception Pass flui 2% da maré total que se troca entre o Puget Sound e o estreito de Juan de Fuca. O Puget Sound estende-se aproximadamente 160 km de Deception Pass, no norte, até Olympia a sul. A profundidade média é de 62,48 m, e a profundidade máxima de 283,4 m, em Point Jefferson, entre Indianola e Kingston.
O termo "Puget Sound" é usado não apenas para o estuário propriamente dito, mas também para toda a região nele centrada, incluindo a área metropolitana de Seattle, que é habitada por 3,4 milhões de pessoas.
O Puget Sound é geralmente considerado o início da Passagem Interior.

## Nome e definição
Há várias definições sobre a extensão e limites do Puget Sound.
Em 1792 George Vancouver deu o nome de "Puget's Sound" às águas de Tacoma Narrows, em homenagem a Peter Puget, um tenente que o acompanhava na expedição Vancouver. O nome foi usado depois para também definir as águas a norte de Tacoma Narrows.
O Serviço Geológico dos Estados Unidos (USGS) define o Puget Sound como todas as águas compreendidas entre as seguintes três entradas:
- a primeira é a de Admiralty Inlet, que está alinhada entre Point Wilson, na península Olympic, e Point Partridge, na ilha Whidbey.
- a segunda está em Deception Pass, que está alinhada entre West Point, na ilha Whidbey até à ilha Deception, e Rosario Head, na ilha Fidalgo
- a terceira é o canal de Swinomish, que liga a baía de Skagit e a baía de Padilla.

Nesta definição estão incluídas as águas do canal de Hood, do Admiralty Inlet, do Possession Sound, da Saratoga Passage, e outras mais. Não se inclui nem a baía de Bellingham, nem a baía de Padilla, nem as águas das ilhas San Juan e nada a norte destas.

## História
O nome ameríndio na língua lushootseed é Whulge. O seu nome atual "Puget Sound" foi-lhe dado por George Vancouver em homenagem a Peter Puget,  tenente da Royal Navy, que explorou os seus limites meridionais em maio de 1792. Vancouver tomou posse da região para o Reino Unido da Grã-Bretanha em 4 de junho de 1792. O Puget Sound esteve integrado no Oregon Country e tornou-se território norte-americano em 1846 quando foi assinado o tratado do Oregon.

## Fauna
O Puget Sound abriga o maior molusco do mundo consumido pelo homem, o Panopea abrupta, que pode chegar a pesar oito quilogramas. Em 29 de julho de 2011, uma medusa da espécie Cyanea capillata, um dos maiores exemplares conhecidos, foi descoberta numa praia do Puget Sound.

## Transportes
Existe um único sistema estatal de balsas, o Washington State Ferries, que liga as principais ilhas com o continente. Este sistema de transporte permite tanto a pessoas como a veículos mover-se por toda a região do Puget Sound.